# Вісник Вищої ради юстиції
Вісник Вищої ради юстиції — електронне науково-практичне видання, засноване Вищою радою юстиції та Національним університетом «Одеська юридична академія» у 2009 році. Періодичність видання — 4 рази на рік українською, російською, англійською мовами[ISSN відсутній].
| Назва                            | Вісник Вищої ради юстиції                                                              |
| -------------------------------- | -------------------------------------------------------------------------------------- |
| Періодичність виходу             | 4 рази на рік                                                                          |
| Мова                             | українська, російська, англійська                                                      |
| Адреса редакції                  | м. Одеса                                                                               |
| Рік заснування                   | 2009                                                                                   |
| Засновник                        | Вища рада юстиції; Національний університет «Одеська юридична академія»                |
| Фахова реєстрація у ВАК України: | Постанова Президії Вищої атестаційної комісії України від 26 січня 2011 року № 2-05/01 |

## Проблематика
У збірнику висвітлюються діяльності Вищої ради юстиції, питань судоустрою, статусу суддів, ходу судової реформи в Україні, засад конституційного ладу України, правозастосовної практики, загальних питань теорії та практики права.

## Фахова реєстрація
Постановою Президії Вищої атестаційної комісії України від 26 січня 2011 року№ 2-05/01 науково-практичне видання «Вісник Вищої ради юстиції» включено до переліку наукових фахових електронних видань.

## Редакційна колегія
Головний редактор: к.ю.н. Колесниченко В. М.

Науковий редактор: к.ю.н. Гончаренко О. В.

Відповідальний секретар: Бардаченко Л. М.

Члени редколегії: Бандурка О. М., акад. НАПрН України; Глушков В. О., д-р юрид. наук; Гончаренко О. В., канд. юрид. наук; Долежан В. В., д-р юрид. наук; Завальнюк В. В., канд. юрид. наук; Ківалов С. В., акад. НАПрН України, акад. НАПрН України; Лисенко О. М.; Портнов А. В., д-р юрид. наук; Рябченко О. П., д-р юрид. наук; Середа Г. П., д-р юрид. наук; Чанишева Г. І., акад. НАпрН України; Шаповал В. М., чл.-кор. НАН України; Шинкар О. І.

## Адреса редакційної колегії
04050, м. Київ, вул. Січових Стрільців, 89. 

Контактна особа — відповідальна за випуск видання Бардаченко Лариса Миколаївна
Видання існує в електронному вигляді і розміщується у вільному доступі за адресою: http://www.vru.gov.ua [Архівовано 10 липня 2016 у Wayback Machine.].

## Правила оформлення та подачі статей
Приймаються до розміщення матеріали, що раніше не були опубліковані або передані до друку до інших видань. Всі матеріали підлягають редагуванню, рукописи не рецензуються і не повертаються. Редакція залишає за собою право опублікування, розповсюдження й використання наданих матеріалів в електронному та друкованому вигляді, в електронних базах даних.
Статті повинні мати такі необхідні елементи: постановка проблеми у загальному вигляді та її зв'язок із важливими науковими чи практичними завданнями; аналіз останніх досліджень і публікацій, в яких пропонується розв'язання цієї проблеми і на які спирається автор, виділення невирішених раніше частин загальної проблеми, яким присвячується означена стаття; формулювання цілей статті (постановка завдання); виклад основного матеріалу дослідження з повним обґрунтуванням отриманих наукових результатів; висновки з проведеного дослідження і перспективи подальших розвідок у цьому напрямі (відповідно до вимог ВАК).
Обсяг статті не повинен перевищувати 15 сторінок тексту з інтервалом 1,5, розмір шрифту — 14. Стаття має містити список використаної літератури (розміщується у кінці статті) та посилання на джерела (за текстом у квадратних дужках), також до статті додається анотація та ключові слова українською, російською та англійською мовами.
Статті повинні супроводжуватися інформацією про автора, його наукові звання, посаду, контактні дані. Для розміщення у виданні подається фотографія автора розміром не менше 4Х6 см або у електронному вигляді.
Статті подаються у «Віснику Вищої ради юстиції» у розділах та під рубриками, які визначає Редакційна колегія.